# Лучњак
Лучњак је мало ненасељено острво у хрватском делу Јадранског мора у Корчуланском архипелагу.
Лучњак се налази у Пељешком каналу, удаљен око 0,7 км, североисточно од острва Бадија и око 1,7 кмјугозападно од насеља Оребић на полуострву Пељешац. Површина острва износи 0,012 км². Дужина обалске линије је 0,41 км.. 